# امزتال
امزتال (به آلمانی: Emsetal) یک منطقهٔ مسکونی در آلمان است که در والترس‌هاوزن واقع شده‌است.
 امزتال  ۲٬۸۲۱ نفر جمعیت دارد.